# Collège de la Théorie sociale
Le Collège de la Théorie sociale (en hongrois Társadalomelméleti Kollégium, TEK) de Budapest est un collège d'études supérieures hongrois rattaché à l'Université Corvinus (Budapesti Corvinus Egyetem, BCE). 
Il a été fondé en 1981 par des chercheurs et étudiants de l'université de sciences économiques Karl-Marx dans l'objectif de constituer un réseau de connaissances à valoriser sur le plan professionnel, mais aussi de structurer de façon conviviale la vie des étudiants qui en feraient partie. Le Collège de la Théorie sociale joue également un rôle de premier plan dans l'importation de la littérature critique en sciences sociales dans le champ académique hongrois. Ce rôle d'animation de la vie scientifique se perçoit dans l'organisation de plusieurs groupes de réflexion (autour de Michel Foucault, de l'école de sociologie de Francfort, des études urbaines critiques, etc.) mais aussi dans l'édition d'une revue interne, Fordulat. Son nom fait référence à la Théorie sociale, d'inspiration marxiste.
Le commissaire européen László Andor est un ancien membre de ce collège.